# Pont de Saint-Projet
Le pont de Saint-Projet est un pont suspendu français situé dans la haute-vallée de la Dordogne, entre Arches dans le Cantal et Neuvic en Corrèze. Il franchit la Dordogne en une travée de 195 mètres de portée. 
L’ouverture de ce pont a eu lieu en 1945 à la suite de la mise en eau du barrage de l'Aigle situé à 5 km en aval du pont, celle-ci ayant noyé l'ancien pont du XIXe siècle.
En contrebas se trouvait auparavant le couvent de Saint-Projet datant du XVe siècle et le village de Saint-Projet-le-Désert, englouti par le lac.

## Caractéristiques
- Portée : 195 m
- Largeur : 10 m (chaussée de 8 m + trottoir de 2 m)[4]

## Galerie

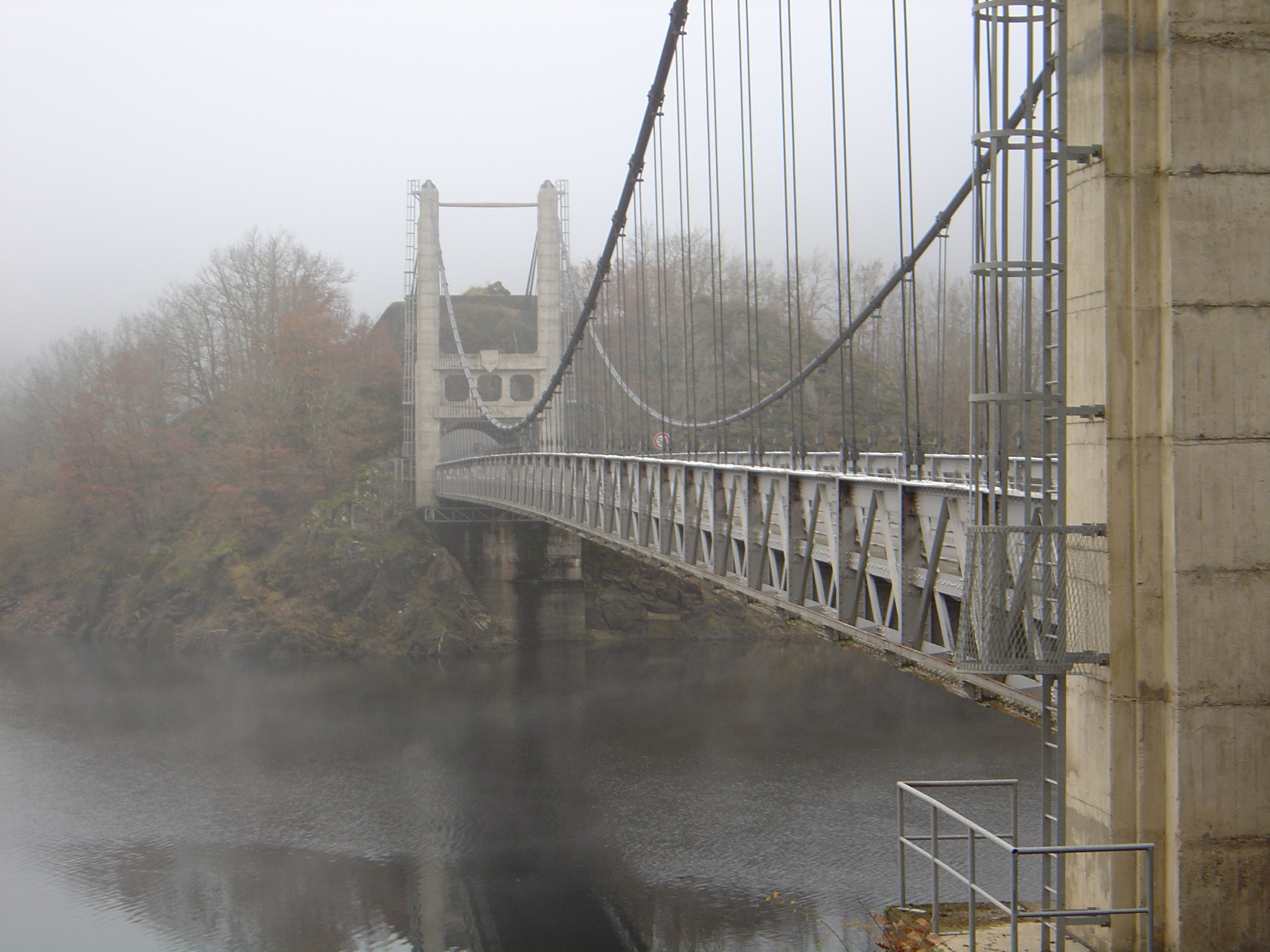
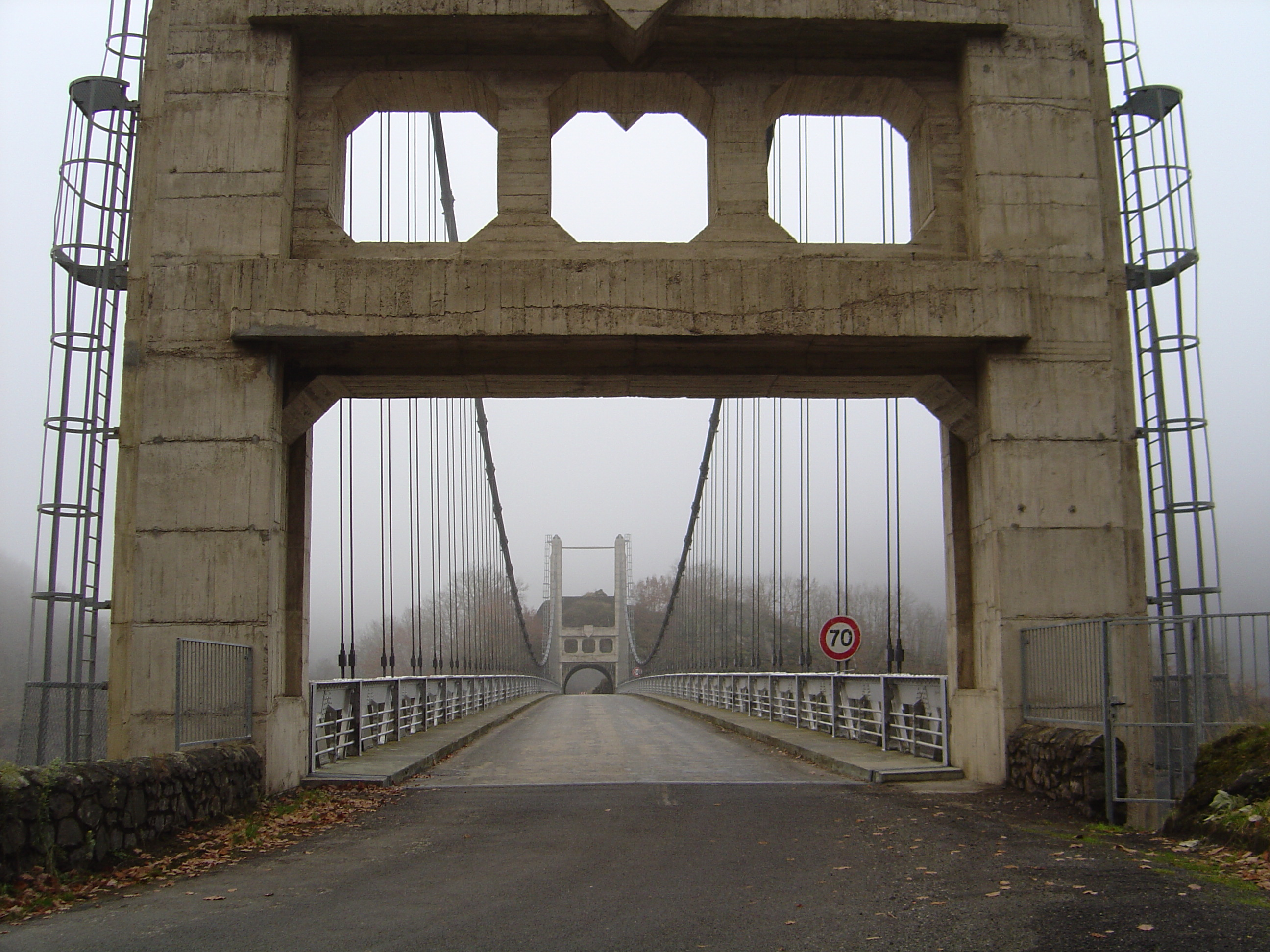
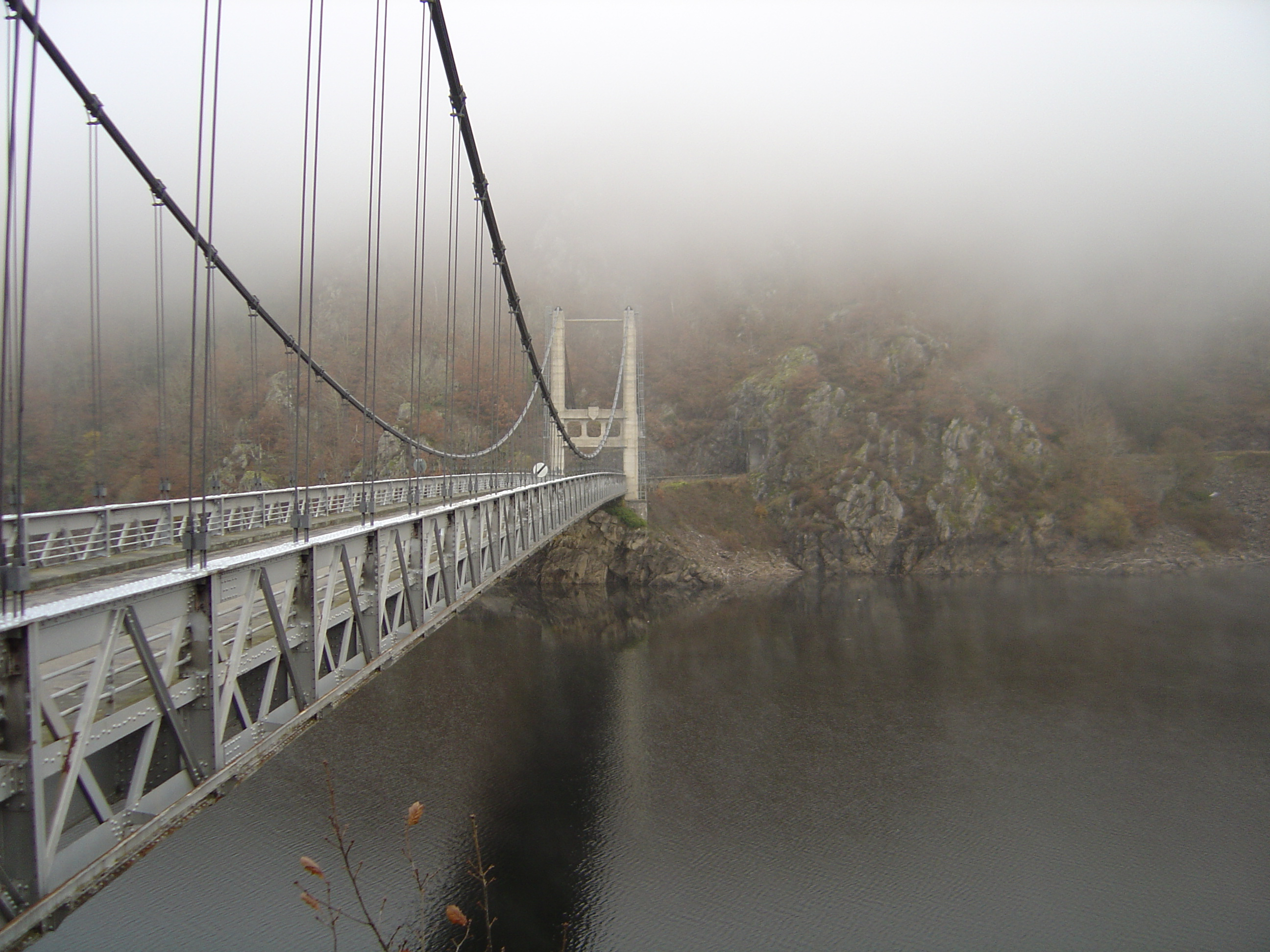